# Heterosmilax

Heterosmilax  es un género de plantas con flores perteneciente a la familia Smilacaceae. Comprende 23 especies.

## Especies seleccionadas
- Heterosmilax arisanensis
- Heterosmilax borneensis
- Heterosmilax chinensis

## Sinónimo
- Pseudosmilax